# Daniel Comboni
Saint Daniel Comboni, né le 15 mars 1831 à Limone sul Garda en Italie et décédé le 10 octobre 1881, est l'un des principaux missionnaires catholiques du XIXe siècle en Afrique et a été évêque de Khartoum au Soudan, fondateur des missionnaires comboniens du Cœur de Jésus et des sœurs missionnaires comboniennes.
Son itinéraire s'inscrit dans la constitution d'ordres missionnaires créés à partir des années 1830-1840 pour évangéliser en dehors de l'Europe. Sa mission dans la vallée du Nil est d'abord destinée au rachat des esclaves noirs, victimes de la traite arabe, puis, tout en essayant de lutter contre l'esclavage, permet la création de postes missionnaires au Kordofan. Canonisé en 2003, Daniel Comboni est liturgiquement commémoré le 10 octobre.

## Biographie chronologique: vocation
- 15 mars 1831 : naissance de Daniel Antonio Comboni à Limone sul Garda (Italie).
- 20 février 1843 : il entre dans l’institut fondé par le chanoine Nicola Mazza pour « recueillir et éduquer les jeunes pauvres. »
- 6 janvier 1849 : il fait le serment de se consacrer à la mission en Afrique centrale pour toute la vie.
- 31 décembre 1854 : ordination sacerdotale[1].
- 1855 : il travaille à Buttapietra (Vérone) dans l'assistance aux malades du choléra. - 10 septembre : Il s’embarque à Trieste vers l'Afrique centrale . 29 septembre au 14 octobre : Pèlerinage en Terre sainte

## Le rachat des esclaves (1861-1872)
- 12 février 1861 : il arrive à Aden avec la charge, confiée par le chanoine Mazza de racheter des enfants africains pour les éduquer à Vérone. - 2 février : Il part d'Aden avec sept enfants "Gallas", c'est-à-dire Oromos, des animistes de l'actuelle Éthiopie - 18 mars : Il arrive à Vérone avec les Africains rachetés.
- 15 septembre 1864 : À Rome, en prière devant le tombeau de saint Pierre, il a l'inspiration d’écrire le Plan pour la régénération de l’Afrique - 19 septembre : il le présente à Pie IX.
- 7 mai 1867 : audience chez Pie IX avec 12 jeunes filles africaines - 1er juin : Il fonde à Vérone l'Institut missionnaire pour la « Nigrizia » dans le cadre de l'œuvre du Bon Pasteur, instituée par Luigi di Canossa. - 29 novembre : Il part de Marseille pour Le Caire avec trois Camilliens, trois Sœurs de Saint Joseph de l'Apparition et 16 jeunes Africaines. Au Caire il ouvre deux instituts (pour garçons et pour filles), toujours selon la ligne du Plan[2],[3].
- 2 avril 1868 : il est décoré de l'ordre de Chevalier d'Italie ; mais il refuse cette décoration par fidélité au Pape. - 7 juillet : Il part pour un tour d'animation missionnaire en France, Allemagne, Autriche et Italie. - 26 juillet : Au sanctuaire de La Salette, il consacre la « Nigritia » à la Vierge Marie.
- 20 février 1869 : il s'embarque à Marseille pour Le Caire avec les deux premiers membres de son Institut de Vérone. - 15 mars : Il promulgue le « Règlement » pour les missionnaires des Instituts du Caire. - 23 mai : Il ouvre une troisième maison au Caire pour une école avec des maîtresses africaines[3].
- 9 mars 1870 : il part du Caire pour Rome où il arrive le 15 mars en qualité de théologien de Luigi di Canossa il a accès au Concile Vatican I. - 24 juin : Il prépare un document pour le présenter aux Pères du Concile : Postulatum pro Nigris Africae Centralis[1]. Il y joint une lettre approuvée (18 juillet) par Pie IX lui-même.
- 15 août 1871 : il décide un voyage d’exploration dans le Kordofan. - 21 novembre : Il envisage la fondation de l'Institut missionnaire féminin. - 8 décembre : Luigi di Canossa publie le décret d'approbation canonique de l'Institut des Missions pour la « Nigrizia ». - décembre : Il termine la rédaction des Règles pour l’Institut
- 1er janvier 1872 : il fonde à Montorio de Vérone l'Institut des « Pieuses Mères de la Nigrizia ». - janvier : Il démarre le magazine Les Annales du Bon Pasteur. - 11 juin : La mission de l'Afrique Centrale est confiée à l’Institut combonien par décret de Pie IX. - 14 septembre : Les Pieuses Mères de la Nigrizia s'installent à Vérone[2],[3].

## L'apostolat de Comboni au Soudan (1873-1881)

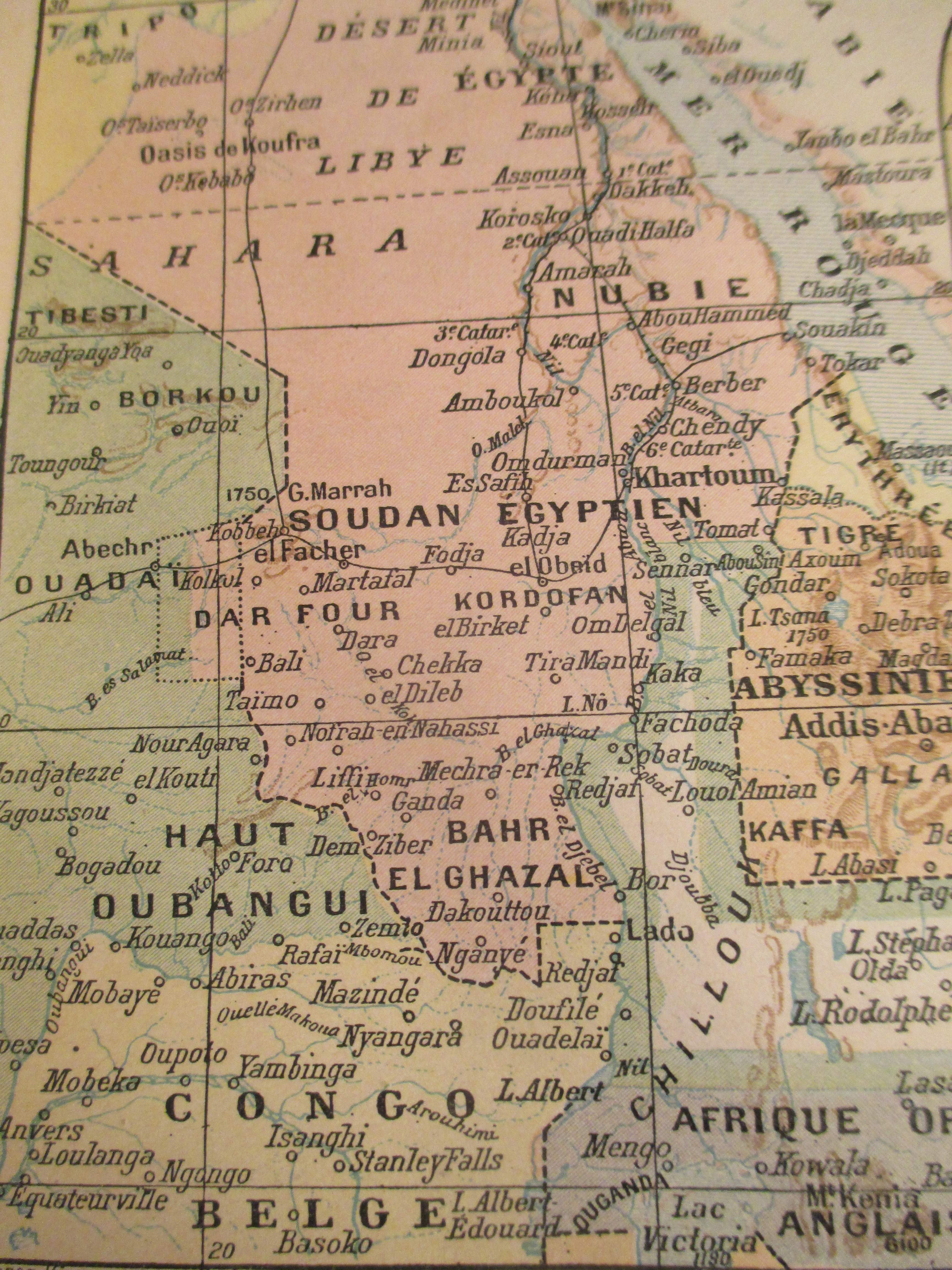
Carte du Soudan à la fin du XIXe siècle.

- 26 janvier 1873 : il part du Caire à destination de Khartoum et du Kordofan. Font partie aussi de l'expédition, pour la première fois, des sœurs européennes.
- 13 novembre 1874 : il fonde la station de Berber. - 19 décembre : Il envisage la création d'une mission dans la région des Grands Lacs.
- 9 novembre 1875 : les missionnaires de Comboni arrivent à El-Obeid au Kordofan du Nord.
- 15 octobre 1876 : il reçoit la profession religieuse des deux premières Pieuses Mères de la Nigrizia (M. Bollezzoli et T. Grigolini).
- 2 juillet 1877 : nomination épiscopale de Daniel Comboni et il est nommé vicaire apostolique de l'Afrique centrale[1]. -  1er septembre : Le village chrétien de Malbes commence ses activités. - 15 décembre : Départ de Naples de l’expédition de Comboni avec trois prêtres, six frères et cinq Pieuses Mères (sœurs Comboniennes), dont Giuseppa Scandola.
- janvier 1878. Au Caire, Daniel Comboni réorganise les deux collèges transférés dans un nouvel établissement. Il rencontre l’explorateur H. Stanley et le Khédive d'Égypte. - 12 mai : Comboni lance des appels à l'Europe à l'occasion de la famine au Soudan.
- 24 avril 1880 : Fondation d'une communauté de sœurs à Sestri près de Gênes). - 27 novembre : Départ de Naples avec une petite expédition missionnaire composée de deux frères et trois sœurs. - 17 décembre : Il demande au P. Sembianti de rédiger le texte définitif des “Règles”.
- 28 janvier 1881 : Comboni arrive à Khartoum et il entreprend la visite aux stations missionnaires. - 30 juillet : Il part pour Khartoum avec l'intention de soumettre à Raouf Pacha un plan pour l'abolition de la traite des esclaves dans la région des monts Nouba. - 9 août : Malade, il arrive à Khartoum. - 20 septembre : Plusieurs de ses missionnaires meurent sur le terrain. - 1er octobre : Comboni envisage la fondation d'une station missionnaire dans le Bahr el-Ghazal. - 4 octobre : Il écrit ses dernières lettres : « Je suis heureux dans la Croix… » - 5 octobre Daniel Comboni est frappé par de fortes fièvres. - 10 octobre 1881 : Après avoir reçu les derniers Sacrements, il entre en agonie. Il meurt à dix heures du soir[2].

## Vénération
Le 5 octobre 2003, Daniel Comboni est canonisé par Jean-Paul II dans la basilique Saint-Pierre. Liturgiquement, il est commémoré le 10 octobre.